# 石川総弾
石川 総弾（いしかわ ふさただ）は、常陸下館藩の第4代藩主。伊勢亀山藩石川家分家6代。

## 生涯
宝暦5年（1755年）第3代藩主・石川総候の三男として誕生した。兄の総孝・総賢が早世したため、明和6年8月27日（1769年9月26日）に世子に選ばれ、翌年に父が死去したため跡を継いだ。明和8年4月1日（1771年5月14日）将軍・徳川家治に拝謁し、同年12月18日（1772年1月22日）従五位下・近江守に叙任し、後に若狭守となった。寛政7年7月12日（1795年8月26日）、死去した。子は娘一人で継子なく、弟の総般が養嗣子となった。
藩主としては有能で、藩内における綿花生産（真岡木綿）を奨励して産業を発展させることで藩財政を豊かにした。ところが天明の大飢饉で大被害を受け、さらに同時期に領内を洪水（天明6年6月20日（1786年7月15日）小貝川・五行川の大洪水）・火災（天明7年7月（1787年8月）下館大火）が襲って、その救済や復興費で藩財政は一気に破綻寸前となった。このため、総弾は経費節減や博打の禁止などの倹約や風紀の徹底、さらに災害対策費などをまとめ上げた8か条の法令を制定することで藩政を再建した。また教養人としても優れ、北条玄斎から心学を学び、黒板政胤を助けて学問所である有隣舎を創設するなど、藩士・領民に対する教育の普及に尽力した。

## 系譜
父母
- 石川総候（父）

正室
- 阿充 ー 石川総慶の娘

子女
- 石川総親室、石川総般の養女

養子
- 石川総般 ー 実弟